# Patrice Pellat-Finet
Pour les articles homonymes, voir Finet et Pellat.
Patrice Pellat-Finet, né le 29 août 1952 à Villard-de-Lans, est un skieur alpin français.

## Biographie
Patrice Pellat-Finet participe en 1974 à ses premiers championnats du monde à Saint-Moritz. Il y prend la 27e place de la descente.
En janvier 1975, il obtient son premier top-10 en Coupe du monde en prenant la 9e place de la descente de Kitzbühel, suivi d'une 10e place sur la descente de Megève en février.
En février 1976, il participe  aux Jeux olympiques de 1976 à Innsbruck. Il y prend la 16e place de la descente. Le mois suivant, il est vice-champion de France de descente en 1976 derrière Jean-Jack Bertrand. Avec 2 nouveaux tops-10 en descente, il termine à la 19e place de la Coupe du monde descente 1975-1976.
En mars 1977, il est sacré champion de France de descente à Peyresourde/Agudes.
Il remporte le combiné du Hahnenkamm à Kitzbühel en janvier 1978 (hors coupe du monde). Il ne sera rejoint par un français à ce palmarès qu'en 2014 avec la victoire d'Alexis Pinturault.
Ç'est en février 1978 qu'il obtient son meilleur résultat en Coupe du monde en prenant la 5e place de la descente des Houches.
À la suite de certaines dissensions avec la Fédération française de ski, il quitte l'équipe de France de ski alpin en septembre 1978 avec Jean-Jack Bertrand.

## Palmarès

### Jeux olympiques
| Épreuve / Édition | Descente |
| JO 1976 Innsbrück | 16e      |

### Championnats du monde
| Épreuve / Édition          | Descente |
| Mondiaux 1974 Saint-Moritz | 27e      |
| Mondiaux 1978 Garmisch     | 27e      |

### Coupe du monde
- Meilleur classement général : 46e en 1976 et 1978.
- Meilleur classement de descente : 19e en 1976.

- Meilleur résultat sur une épreuve de descente: 5e aux Houches en février 1978

- 6 Tops-10 :
  - 5e sur la descente des Houches en février 1978
  - 7e sur la descente de Morzine/Avoriaz en février 1976
  - 8e sur la descente de  Schladming en décembre 1975
  - 9e sur la descente de  Kitzbühel en janvier 1975
  - 10e sur la descente de  Mégève en février 1975
  - 10e sur le combiné de  Chamonix en février 1975

#### Classements
| Saison / Épreuve | Saison / Épreuve | Général | Général | Descente | Descente | Slalom géant | Slalom géant | Slalom | Slalom | Combiné | Combiné |
| ---------------- | ---------------- | ------- | ------- | -------- | -------- | ------------ | ------------ | ------ | ------ | ------- | ------- |
| Saison / Épreuve | Saison / Épreuve | Class.  | Points  | Class.   | Points   | Class.       | Points       | Class. | Points | Class.  | Points  |
| 1974-1975        | 1974-1975        | 52e     | 4       | 24e      | 3        | -            | -            | -      | -      | -       | 1       |
| 1975-1976        | 1975-1976        | 46e     | 7       | 19e      | 7        | -            | -            | -      | -      | -       | -       |
| 1977-1978        | 1977-1978        | 46e     | 8       | 21e      | 8        | -            | -            | -      | -      | -       | -       |

### Championnats de France

#### Élite
| Édition / Epreuve                    | Descente | Slalom géant | Slalom | Combiné |
| ------------------------------------ | -------- | ------------ | ------ | ------- |
| Championnats 1976 Briançonnais       | Argent   |              |        |         |
| Championnats 1977 Peyresourde/Agudes | Or       |              |        |         |